# Klaus Gesing
Klaus Gesing (* 13. Dezember 1968 in Düsseldorf) ist ein deutscher Jazzmusiker (Sopransaxophon, Bassklarinette). Er lebt heute in Wien.

## Leben und Wirken
Gesing, der sich schon früh für Musik interessierte, spielte ab dem siebzehnten Lebensjahr Tenorsaxophon. Als Mitglied des Landesjugendjazzorchesters NRW reifte sein Entschluss, Musiker zu werden. Von 1990 bis 1995 studierte er am Konservatorium Den Haag bei John Ruocco und Leo van Oostrom. Dort leitete er mit Alessandro Di Liberto ein Quartett, mit dem er ein erstes Album (u. a. mit Gulli Guðmundsson) vorlegte und auf dem North Sea Jazz Festival auftrat. Dann gründete er sein eigenes Quartett Heart Luggage mit Gwilym Simcock, Yuri Goloubev und Asaf Sirkis. Auch bildete er seit 1996 ein Duo mit Glauco Venier, das mit Norma Winstone zum Trio erweitert wurde; das gemeinsame Album Distances (2007) wurde 2009 für den Grammy nominiert. Auch spielte er mit Fritz Pauer, John Taylor, Enrico Rava, Dave Liebman, Riccardo Zegna, Gabriele Mirabassi, Adelhard Roidinger, Wolfgang Puschnig, Anouar Brahem (The Astounding Eyes of Rita), Johannes Berauer und der Jazz Big Band Graz (Urban Folktales, 2011).

## Preise und Auszeichnungen
Gesing gewann zunächst den Wettbewerb Jugend jazzt (NRW 1988); er erhielt den Solistenpreis des Middelzee Jazzfestivals 1994 und 1995 den Van-Merlen-Preis der Stadt Den Haag. Auf dem internationalen Jazzfestival Jazz à Vienne wurde er 1996 als bester Solist ausgezeichnet.

## Diskographische Hinweise
- First Booke of Songes (2000)
- Glauco Venier Trio, Kenny Wheeler, Klaus Gesing & Pezzè String 4tet Gorizia (2000)
- Klaus Gesing & Glauco Venier Play Bach (2000)
- Klaus Gesing, Uli Rennert, Peter Herbert Composition (2000)
- Achim Tang In the Long Run (2002, mit Heinrich von Kalnein, Robert Bachner und Christian Salfellner)
- Norma Winstone, Klaus Gesing, Glauco Venier Chamber Music
- Heart Luggage (2006, mit Gwilym Simcock, Yuri Goloubev, Asaf Tsirkis)
- Norma Winstone, Klaus Gesing, Glauco Venier Stories Yet to Tell (2010)
- Klaus Gesing, Björn Meyer, Samuel Rohrer Amiira (Arjunamusic 2016)
- Klaus Gesing & Latvian Radio Big Band Song and Dance (Challenge/Bertus)[1]

## Lexikalische Einträge
- Jürgen Wölfer: Jazz in Deutschland. Das Lexikon. Alle Musiker und Plattenfirmen von 1920 bis heute. Hannibal, Höfen 2008, ISBN 978-3-85445-274-4.